# Межигаи
Межигаи (укр. Межигаї) — село в Рогатинской городской общине Ивано-Франковского района Ивано-Франковской области Украины.
Население по переписи 2001 года составляло 19 человек. Занимает площадь 2,11 км². Почтовый индекс — 77035. Телефонный код — 03435.